# Pelastoneurus maculipes
Pelastoneurus maculipes är en tvåvingeart som först beskrevs av Walker 1852.  Pelastoneurus maculipes ingår i släktet Pelastoneurus och familjen styltflugor. Inga underarter finns listade i Catalogue of Life.